# Dorothy Heyward
Dorothy Heyward (Ohio, 6 de junho de 1890 — Nova Iorque, 19 de novembro de 1961) foi uma dramaturga norte-americana. Ao lado de seu marido, adaptou a peça Porgy a um romance homônimo.